# Dominios franceses de Santa Elena
Con el nombre de dominios franceses de Santa Elena (en francés: Domaines français de Sainte-Hélène) se conoce al conjunto de tres propiedades relacionadas con Napoleón Bonaparte que Francia mantiene en la isla británica de isla de Santa Elena en el océano Atlántico sur. La totalidad de las propiedades suma 14 hectáreas (que equivale a 0,14 km²). Pese al nombre de dominios franceses, las tres propiedades no constituyen una dependencia de Francia, sino que son propiedades privadas de ese país dentro de la isla británica.
Desde 2004, las propiedades son administradas y conservadas como museo por el Ministerio de Asuntos Exteriores de Francia mediante su cónsul en Ciudad del Cabo, Sudáfrica. Localmente son administradas por el curador del museo, que a la vez es cónsul honorario de Francia en la isla. Estas propiedades consisten en:
- La Casa de Longwood
- El pabellón Briars (le pavillon des Briars)
- El Valle de la Tumba (la vallée du Tombeau)

Estos lugares están relacionados con el exilio del emperador francés Napoleón I en Santa Elena. Albergan un museo y muestras sobre la vida del gobernante. Varios edificios han sido restaurados en la medida de lo posible al estado que tenían en la época napoleónica. Reciben entre seis mil y ocho mil visitantes al año.
El museo está financiado por la Fundación Napoleón y los edificios son mantenidos por el Ministerio de Relaciones Exteriores francés.

## Detención del emperador Napoleón I
Tras su derrota en la batalla de Waterloo, Napoleón I fue exiliado y deportado por los británicos a la isla de Santa Elena, donde desembarcó en octubre de 1815. La llegada de Napoleón supuso un importante aumento de la población de la isla: casi 2.000 soldados y 500 marineros de la flota de guerra, así como funcionarios del gobierno británico y sus familias, y la pequeña colonia francesa que vivía en el entorno de Napoleón. Además, los británicos, temiendo un desembarco de marineros franceses para liberar al prisionero como en Elba, reclamaron la isla de Ascensión -hasta entonces deshabitada- para establecer una guarnición naval.

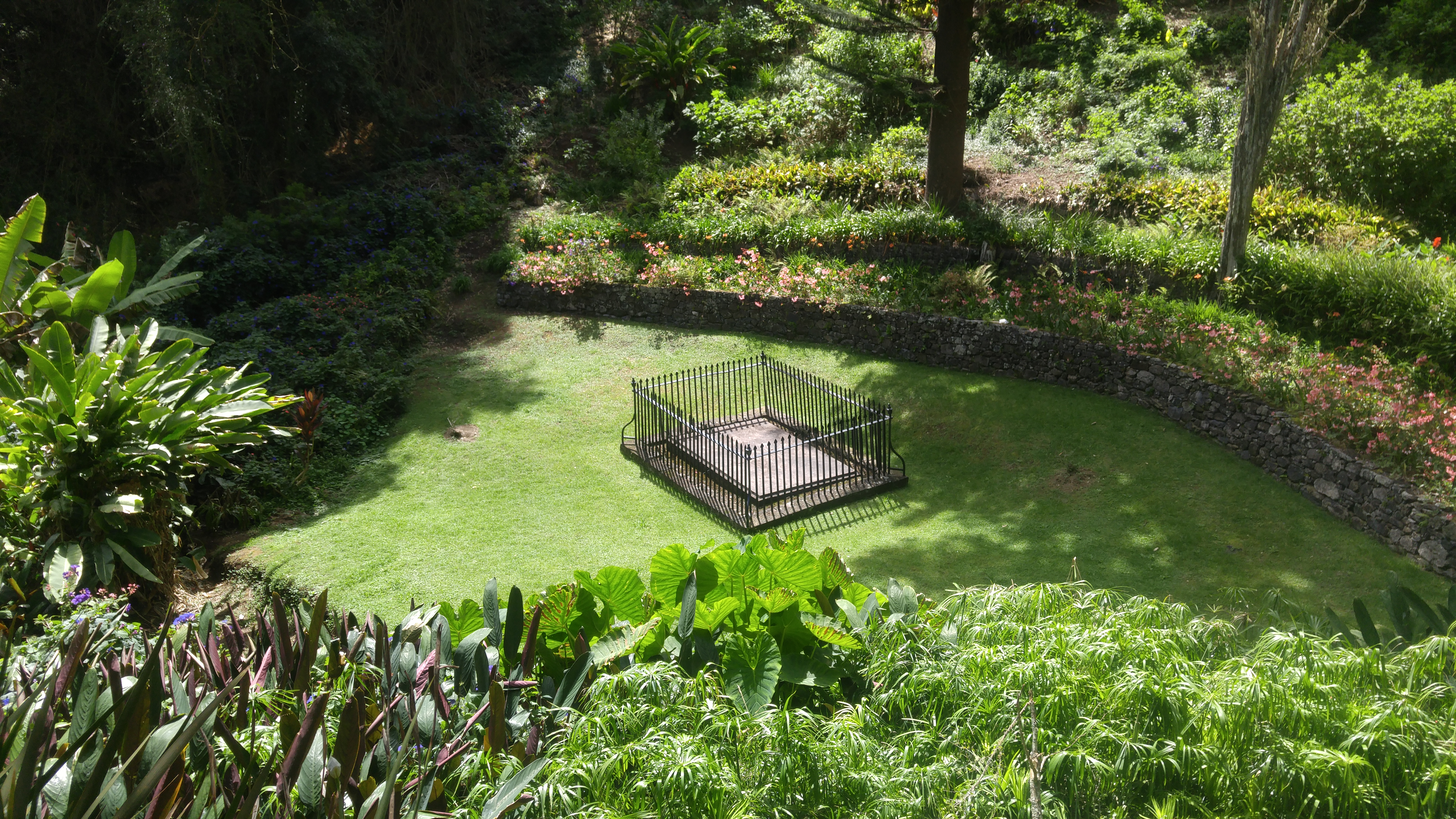
Valle de la Tumba, lugar donde estuvo sepultado Napoleón Bonaparte originalmente

Detenido en Longwood House desde diciembre de 1815, Napoleón murió el 5 de mayo de 1821. Al día siguiente, el gobernador de la isla, Sir Hudson Lowe, aunque en perpetuo conflicto con su antiguo prisionero, acudió en persona a constatar su muerte y luego declaró a su séquito: "Bien, señores, era el mayor enemigo de Inglaterra y también el mío; pero se lo perdono todo. Ante la muerte de un hombre tan grande, sólo se puede sentir una profunda pena y pesar'.
De acuerdo con su última voluntad, Napoleón fue enterrado el 9 de mayo cerca de un manantial en el Valle del Geranio, que desde entonces se llama "Valle de la Tumba". El 27 de mayo, toda la colonia francesa abandonó la isla. Diecinueve años después de la muerte de Napoleón, el rey Luis Felipe consiguió que el Reino Unido devolviera los restos ("cenizas" en el imaginario de los franceses) del emperador. La exhumación del cuerpo de Napoleón tuvo lugar el 15 de octubre de 1840, tras lo cual fue repatriado a Francia y enterrado en los Inválidos de París.
Desde 1854, el emperador Napoleón III negoció con el gobierno británico la compra de casa de Longwood y el valle de la Tumba, que se convirtieron en propiedades de Francia en 1858, bajo el nombre de "dominios franceses de Santa Elena" y gestionados desde entonces por el Ministerio de Relaciones Exteriores francés. El pabellón Briars, la primera casa del emperador en la isla, fue introducido en el dominio en 1959, cuando su último propietario lo donó a Francia.